# Kartong (konst)

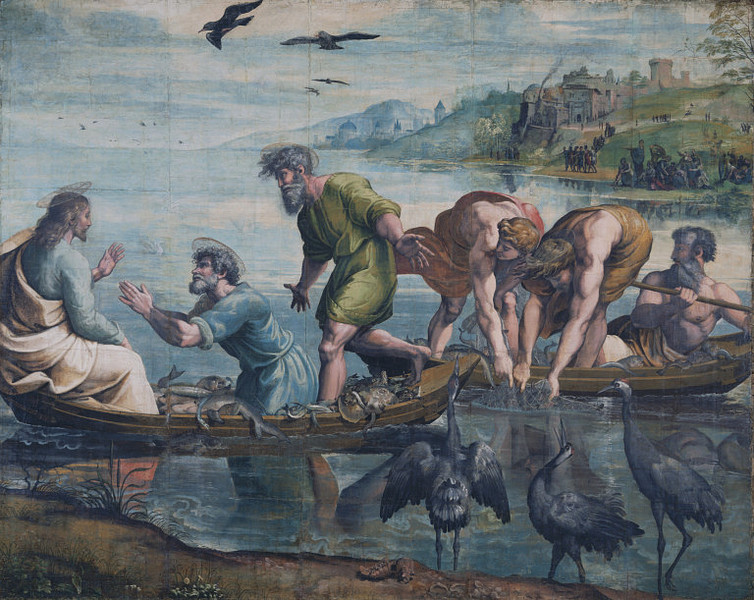
Petri fiskafänge, kartong av Rafael.

Kartong avser förberedande, detaljerade teckningar eller målningar i full skala till en gobeläng, målning eller fresk. Berömda exempel är Rafaels kartonger till gobelänger ursprungligen avsedda för Sixtinska kapellet, idag i Vatikanmuseerna, och kartonger av Leonardo da Vinci till Anna själv tredje.